# Diplomesodon pulchellum
Diplomesodon pulchellum (Путорак рябий) — єдиний вид роду Diplomesodon родини Мідицеві.

## Поширення
Країни поширення: Казахстан, Росія, Туркменістан, Узбекистан. Мешкає на умовно-постійних і закріплених пісках, вкритих саксаулом.

## Звички
Активний у сутінках і вночі. Зазвичай використовує нори гризунів. Харчується переважно комахами та їх личинками, часто їсть мурах, іноді полює на дрібних ящірок.
Сезон розмноження триває з березня по жовтень. Молоді тварини починають відтворення в другій половині літа. Розмір виводку 4-5.

## Загрози та охорона
Немає серйозних загроз виду. В області перекриття Hemiechinus auritus види роду Crocidura є харчовими конкурентами.